# Vrydagzynea truncicola
Vrydagzynea truncicola är en orkidéart som beskrevs av Rudolf Schlechter. Vrydagzynea truncicola ingår i släktet Vrydagzynea och familjen orkidéer. Inga underarter finns listade i Catalogue of Life.